# Willem van Lier
Willem van Lier (Utrecht, 1 juli 1899 - Apeldoorn, 13 mei 1976), was in de Tweede Wereldoorlog een luitenant-ter-zee IIIe Klasse van de Nederlandse Koninklijke Marine. Hij was sinds 1920 marineofficier. In 1940 raakte de torpedoboot "Z5", waarover hij het bevel voerde op de Maas bij Rotterdam bij gevechten met de binnengevallen Duitse troepen betrokken. In de voordracht aan het Kapittel van de Militaire Willems-Orde wordt vermeld dat hij "...voor daden van moed, beleid en trouw met zijn schip tegenover den vijand in tijd van oorlog bedreven, te weten, op den 10den Mei 1940 na bekomen bevel zich met Onze torpedoboot "Z5", waarover hij het bevel voerde, was opgestoomd naar Rotterdam en daar onder heftig mitrailleur- en lichtgeschutsvuur den overgang van Duitsche troepen van den Zuidelijken Maasoever naar den noordelijken over de Maasbrug had bemoeilijkt en tijdelijk had verhinderd, totdat de aan boord aanwezige munitie was opgeschoten, daarna met genoemde bodem, waar aan boord 7 opvarenden tijdens deze actie werden gewond, naar Hoek van Holland was teruggekeerd, teneinde zich daar van nieuwe munitie te voorzien, daarna had deelgenomen aan de bestrijding van Duitsche afsluitingen op de oevers van den Nieuwen Waterweg en vervolgens met zijn schip naar Engeland was overgestoken". Hij had zich in de ogen van het Kapittel in de strijd onderscheiden door uitstekende daden van moed, beleid en trouw en werd bij Koninklijk Besluit no. 1 van 16 juli 1940 door Koningin Wilhelmina in Londen benoemd tot Ridder IVe klasse der Militaire Willems-Orde.
In 1947 werd Willem van Lier benoemd tot kapitein-ter-zee. Hij deed in die jaren dienst in Nederlands-Indië. In 1950 werd Kolonel van Lier eervol uit de dienst ontslagen. Hij droeg behalve de Willems-Orde ook het Oorlogsherinneringskruis met de gesp "NEDERLAND MEI 1940" en de gesp "", het Ereteken voor Orde en Vrede, het Onderscheidingsteken voor Langdurige, Eerlijke en Trouwe Dienst met het getal XXV, de inhuldigingsmedaille 1948 en het Mobilisatiekruis 1914 - 1918.
De Britse Koning benoemde hem in 1941 tot "Honorary Officer in the Military Division of the Most Excellent Order of the British Empire", de officiersrang in de Orde van het Britse Rijk.